# Бруно Баронкеллі
Бруно Баронкеллі (фр. Bruno Baronchelli, нар. 13 січня 1957, Тур) — французький футболіст, що грав на позиції нападника, зокрема за «Нант» та національну збірну Франції.
По завершенні ігрової кар'єри — тренер.

## Клубна кар'єра
У дорослому футболі дебютував 1975 року виступами за команду «Нант», в якій провів дванадцять сезонів, взявши участь у 323 матчах чемпіонату. Більшість часу, проведеного у складі «Нанта», був основним гравцем атакувальної ланки команди. У його складі тричі ставав чемпіоном Франції.
Протягом 1987—1990 років захищав кольори «Гавра», а завершував ігрову кар'єру в нижчоліговому «Сен-Ло», за який виступав протягом 1990—1991 років.

## Виступи за збірні
1976 року захищав кольори олімпійської збірної Франції і був учасником футбольного турніру на тогорічних Олімпійських іграх у Монреалі.
1977 року дебютував в офіційних матчах у складі національної збірної Франції. Загалом протягом кар'єри в національній команді, яка тривала 5 років, провів у її формі 6 матчів, забивши один гол.

## Кар'єра тренера
Перший досвід тренерської роботи отримав ще граючи на полі у 1990—1991 роках як граючий тренер «Сен-Ло».
У 2000—2001 роках був помічником головного тренера у «Гаврі». 2001 року перейшов до тренерського штабу «Лілля», ставши помічником Вахіда Халілходжича. Протягом решти 2000-х незмінно залишався асистентом цього югославського спеціаліста, з яким встиг попрацювати з командами «Ренна», «Парі Сен-Жермен», турецького «Трабзонспора», саудівського «Аль-Іттіхада», а також національною збірною Кот-д'Івуара.
Останнім місцем тренерської роботи був «Нант», в якому Баронкеллі був асисентом головного тренера з 2011 по 2016 рік.

## Титули і досягнення
- Чемпіон Франції (3):

«Нант»: 1976–1977, 1979–1980, 1982–1983
- Володар Кубка Франції (1):

«Нант»: 1978–1979